# Sorkheh Ḩeşār
Sorkheh Ḩeşār (persiska: سرخه حصار) är en ort i Iran.   Den ligger i provinsen Östazarbaijan, i den nordvästra delen av landet, 400 km nordväst om huvudstaden Teheran. Sorkheh Ḩeşār ligger 1 963 meter över havet och antalet invånare är 184.
Terrängen runt Sorkheh Ḩeşār är kuperad söderut, men norrut är den bergig. Terrängen runt Sorkheh Ḩeşār sluttar söderut. Runt Sorkheh Ḩeşār är det ganska glesbefolkat, med 40 invånare per kvadratkilometer. Närmaste större samhälle är Tark, 11,4 km sydost om Sorkheh Ḩeşār. Trakten runt Sorkheh Ḩeşār består i huvudsak av gräsmarker.